# Curt O. Schaller

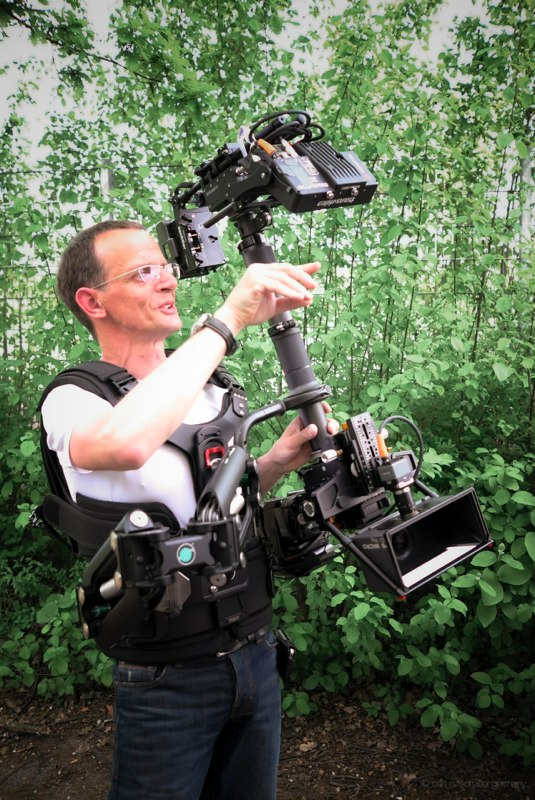
Curt O. Schaller mit einer artemis Cine HD Pro von Sachtler

Curt Oswald Schaller (* 22. Juni 1964 in München) ist ein deutscher Kameramann, Steadicam Operator und Fotograf. Darüber hinaus ist er der Entwickler und Designer der Kamerastabilisierungssysteme von ARRI. 2025 wurde er für Konzept, Design und Entwicklung des Trinity-2-Systems mit dem Oscar ausgezeichnet.

## Leben
1984 begann Schaller eine Ausbildung zum Kameraassistenten und darauf zum Kameramann in den Bavaria-Film- und Fernsehstudios. Im Anschluss an seine Ausbildung arbeitete er zunächst als Studiokameramann, bis er sich Anfang der 1990er Jahre auf Auslandsdokumentationen spezialisierte. Ab Mitte der 1990er Jahre war Curt O. Schaller als Kameramann in Serienproduktionen und als Steadicam Operator in TV-Serien, Filmen, Shows und Dokumentationen tätig.
Ende der 1990er Jahre nutzte Schaller seine Erfahrungen als Kameramann bzw. Steadicam Operator und begann, seine eigenen Kamerastabilisierungssysteme zu entwickeln, aus denen im Jahr 2001 die artemis-Reihe der Firma Sachtler / Vitec Videocom hervorging. Die von ihm entwickelte artemis-Reihe war bei ihrer Produkteinführung auf der NAB Show 2001 in Las Vegas das erste modular aufgebaute Kamerastabilisierungssystem der Welt. Darüber hinaus waren seinerzeit die artemis-HD-Systeme die ersten Full-HD-Kamerastabilisierungssysteme weltweit.
Im Jahr 2015 entwickelte Curt O. Schaller gemeinsam mit dem promovierten Ingenieur Roman Foltyn das (artemis) Trinity-System. Es war das erste Kamerastabilisierungssystem der Welt, das ein mechanisches Stabilisierungssystem mit einem elektronischen kombinierte. Im April 2016 wechselte er mit seinem gesamten artemis-Produktportfolio von Sachtler / Vitec Videocom zu ARRI, um dort als Produktmanager für Kamerastabilisierungssysteme die Weiterentwicklung der (artemis) Trinity-Systeme voranzutreiben.
2025 wurde Curt O. Schaller für Konzept, Design und Entwicklung des Trinity-2-Systems mit dem Oscar für Wissenschaft und Entwicklung, dem Academy Scientific and Engineering Award ausgezeichnet.
Daneben ist er seit 1998 weltweit auch als Dozent in der Ausbildung von Steadicam Operatoren tätig.

## Filmografie (Auswahl)
Steadicam Operator
- Aktenzeichen XY … ungelöst
- K11 – Kommissare im Einsatz
- Lindenstraße
- Marienhof
- Mein Leben & Ich
- SOKO Wismar
- Verbotene Liebe

Kameramann
- Arabella
- Bullyparade
- Comedy Factory
- Fliege
- Formel Eins
- Traumhochzeit
- Versteckte Kamera

## Kamerastabilisierungssysteme (Auswahl)
- ARRI Artemis 2
- ARRI Trinity 2
- ARRI Artemis (eingestellt)
- ARRI Maxima (eingestellt)
- ARRI Stabilized Remote Heads (eingestellt)
- ARRI Trinity (eingestellt)

## Tätigkeit als Dozent
- ARRI Academy, München, seit 2016: Trinity Operator-Workshops, weltweit
- Gerassimow-Institut für Kinematographie, Moskau
- Münchner Filmwerkstatt e.V., München, seit 2012[8]
- Sachtler Academy, München, von 2005 bis 2016: Steadicam Operator-Workshops in Deutschland, Belgien, Brasilien, Dubai, Frankreich, Italien, Japan, den Niederlanden, Österreich, Russland, der Schweiz, Taiwan und den USA[9]

## Auszeichnungen
- 2016: Cine Gear Expo Technical Award für die Entwicklung des Kamerastabilisierungssystems ARRI (artemis) Trinity[10]
- 2016: cinecAward für die Entwicklung des Kamerastabilisierungssystems ARRI (artemis) Trinity[11][12]
- 2017: BIRTV Award für die Entwicklung des Kamerastabilisierungssystems ARRI (artemis) Trinity[13]
- 2025: Academy Scientific and Engineering Award für Konzept, Design und Entwicklung des Trinity 2-Systems[14][15]